# Maltese muurhagedis
De Maltese muurhagedis of Maltese hagedis (Podarcis filfolensis) is een hagedis uit de familie echte hagedissen (Lacertidae).

## Naam en indeling
De wetenschappelijke naam van de soort werd voor het eerst voorgesteld door Bedriaga in 1876 als Lacerta filfolensis. In 1993 werd de soort door Engelmann overgeplaatst naar het geslacht Podarcis. De soortaanduiding filfolensis betekent vrij vertaald 'levend op de Filflarots', dit is een van de vindplaatsen van de hagedis.
Er worden vijf ondersoorten erkend, die niet alleen in verspreidingsgebied verschillen maar ook qua kleur en tekening afwijken. Deze zijn in de tabel onderaan weergegeven.

## Uiterlijke kenmerken
De Maltese muurhagedis is meestal bruin tot groengrijs, met twee duidelijke en twee minder duidelijke lichtere strepen of vlekkenrijen. Bij de juvenielen is de staart meestal bruin, en de kop groen. Er zijn echter vele kleurvariaties, veelal afhangend van de ondersoort of variëteit, waaronder een melanische, dergelijke exemplaren hebben een zwarte ondergrond met groenblauwe en witte vlekken.
De mannetjes zijn van de vrouwtjes te onderscheiden door een forsere kop en lichaam en een bredere staartwortel. De maximale lengte inclusief de lange staart is 25 centimeter.

## Levenswijze
Het voedsel bestaat uit kleine geleedpotigen, zoals insecten, De Maltese muurhagedis leeft in bijzonder schrale omgevingen, zoals kale rotsblokken, waar andere dieren moeilijk kunnen overleven. De hagedis is bijzonder lenig en klautert watervlug over steenhopen, muren en rotsen en schuilt in een holletje onder of tussen de stenen. In deze rotsspleten zetten de vrouwtjes ook de eieren af.

## Verspreiding en habitat
De Maltese muurhagedis komt alleen voor op eilanden en is niet bekend van het vasteland. De soort is gevonden op Malta en de omliggende eilanden Comino en Gozo, en daarnaast leeft de soort op Linosa en Lampione, twee eilanden behorend tot de Italiaanse eilandengroep Pelagische Eilanden, ten zuidwesten van Malta.
De habitat bestaat uit droge, rotsige omgevingen, vaak met scrubland als vegetatietype. In een deel van het verspreidingsgebied leeft de hagedis tussen kolonies van zeevogels. Er is ook enige tolerantie voor door de mens aangepaste streken, zoals agrarische gebieden en tuinen. De vrouwtjes zetten eieren af op de bodem.

## Beschermingsstatus
Door de internationale natuurbeschermingsorganisatie IUCN is de beschermingsstatus 'veilig' toegewezen (Least Concern of LC).

## Ondersoorten
| Afbeelding | Naam                                   | Auteur                 | Verspreidingsgebied                  |
| ---------- | -------------------------------------- | ---------------------- | ------------------------------------ |
|            | Podarcis filfolensis filfolensis       | Bedriaga, 1876         | De rest van het verspreidingsgebied. |
|            | Podarcis filfolensis generalensis      | Gulia in Despott, 1914 | Malta                                |
|            | Podarcis filfolensis kieselbachi       | Fejervary, 1924        | Malta                                |
|            | Podarcis filfolensis laurentiimuelleri | Fejervary, 1924        | Lampione, Linosa                     |
|            | Podarcis filfolensis maltensis         | Mertens, 1921          | Malta                                |